# Etruria
Etruria - adesea referită în sursele elene și latine drept Tyrrhenia - a fost o regiune din centrul Italiei în care locuiau etruscii. Astăzi pe acest teritoriu se află regiunea Toscana, precum și o parte din Latium și Umbria. În Etruria existau numeroase orașe-state, cele mai importante fiind Veii, Caere, Terracina, Volci, Volsinii novi, Clusium, Perusia, Cortone, Arretium, Volaterrae, Vetulonia și Rusellae. 
Civilizația etruscă a dominat centrul peninsulei apenine din secolul al IX-lea până în secolul al IV-lea î.Hr., atingând apogeul în secolul al VII-lea î.Hr., iar marinarii etrusci făceau comerț cu întregul bazin mediteraneean, ajungând până în Egipt. Etruscii aveau și o influență politică în regiune, mulți din regii Romei fiind de origine etruscă, cel mai cunoscut fiind Lucius Tarquinius Superbus - ultimul rege al Romei. Prin intermediul civilizației etrusce au fost aduse numeroase elemente din civilizația elenă în centrul Italiei și, în special, în cultura romană, care a preluat și adaptat alfabetul grecesc, multe din elementele religioase, precum și elemente arhitectonice.
În anul 1801 a fost creat Regatul Etruriei, un stat-satelit al Franței, de către Napoleon în regiunea Toscanei. Acest regat a avut o existență efemeră, fiind în 1807 alipit Franței și transformat în 3 departamente.